# Hülsenbusch (Hückeswagen)
Hülsenbusch ist eine Hofschaft in Hückeswagen im Oberbergischen Kreis im Regierungsbezirk Köln in Nordrhein-Westfalen (Deutschland).

## Lage und Beschreibung
Hülsenbusch liegt im westlichen Hückeswagen nahe Scheideweg an der Landesstraße L68. Weitere Nachbarorte sind Kurzfeld, Dörpfeld, Bochen und Dörpfelderhöhe.

## Geschichte
Der Ort wurde im Jahre 1829 das erste Mal urkundlich erwähnt.

## Wander- und Radwege
Folgende Wanderwege führen durch den Ort:
- Der Ortswanderweg = von Großkatern nach Kräwinklerbrücke